# Orions bælte (film)
Orions bælte (norsk titel: Orions belte) er en norsk action-thrillerfilm fra 1985 instrueret af Ola Solum og baseret på Jon Michelets roman af samme navn fra 1977. Filmen er et klassisk koldkrigsdrama, der udspiller sig på Svalbard i lyset af storpolitiske spændinger med den sovjetiske nabo.

## Handling
De tre venner Tom, Sverre og Lars fra Longyearbyen ernærer sig med lyssky forretninger ombord på deres skib Sandy Hook. En dag får vennerne betaling for at hente en bulldozer og ved et ”uheld” tabe den i havet for derved at hjælpe til med forsikringssvindel. Da de mangler penge, vælger de at tage opgaven, men beslutter samtidig at sejle til Grønland for at sælge bulldozeren, hvorved de kan tjene på den to gange. På vej tilbage til Svalbard opstår et voldsomt uvejr, og de søger ly ved øen Kjerulføya. Næste dag går de i land og finder ved en tilfældighed en hemmelig sovjetisk lyttestation, hvorefter de bliver opdaget af sovjetiske soldater, og de må under beskydning flygte tilbage til deres skib. Senere efter nogen tids sejlads bliver skibet skudt i sænk af en sovjetisk helikopter, og kun Tom, der netop er gået i land på Kapp Dufferin, overlever. Hårdt såret når han frem til Longyearbyen, hvor den lokale politimyndighed ikke tror på hans forklaring, men tværtimod har gennemskuet svindelnummeret med bulldozeren. Først da den norske militære efterretningstjeneste tager over og bringer Tom til Oslo, er der måske håb om, at nogen vil tro på ham. Men i stedet venter et storpolitisk drama, der kan betyde forskellen på liv og død.

## Modtagelse
Orions bælte er blevet kaldt for Norges første actionfilm og regnes som en af de mest vellykkede norskproducerede film fra 1980’erne. Den vandt i 1985 den norske Amanda filmpris i kategorien bedste norske film, og samtidig fik filmen Amandaprisen for bedste filmmusik. Parallelt med den norske version blev filmen også optaget i en engelsksproget version med titlen Orion's Belt. Producenterne Dag Alveberg og Petter Borgli samt den afdøde instruktør Ola Solum havde ambitioner om at nå et internationalt publikum, og filmen blev blandt andet solgt til både USA og Storbritannien. I 2004 udkom Orions bælte på DVD, og året efter i 2005 udkom den i en restaureret udgave.

## Skuespillere
Hovedrollerne spilles af Helge Jordal (Tom), Sverre Anker Ousdal (Lars), Hans Ola Sørlie (Sverre) og Kjersti Holmen (Toms kæreste Eva).
I mindre roller ses også danske skuespillere såsom John Hahn-Petersen (tysk turist), William Kisum (tysk turist) og Holger Vistisen (mand i Grønland).